# Waterfalls Canyon
Der Waterfalls Canyon ist eine Schlucht im Grand-Teton-Nationalpark im Westen des US-Bundesstaates Wyoming. Der Canyon befindet sich in der nördlichen Teton Range und ist von Jackson Hole aus sichtbar. Die Schlucht wurde durch Gletscher gebildet, die sich am Ende des letzteiszeitlichen Maximums vor etwa 15.000 Jahren zurückzogen und ein Trogtal hinterließen. Der Waterfalls Canyon wird von Ranger Peak im Norden, Doane Peak im Westen und Eagles Rest Peak im Süden umgeben. Das untere Ende des Canyons endet an der Westseite des Jackson Lake. Den Namen erhielt die Schlucht aufgrund einer Hohen Anzahl an Wasserfällen, wie zum Beispiel den Wilderness Falls oder der Columbine Cascade.

## Belege
1. ↑  Geonames: Waterfalls Canyon. Abgerufen am 31. Januar 2021.
2. ↑  Columbine Cascade, WY - N43.91233° W110.74241°. Abgerufen am 31. Januar 2021.